# Culturele diversiteit

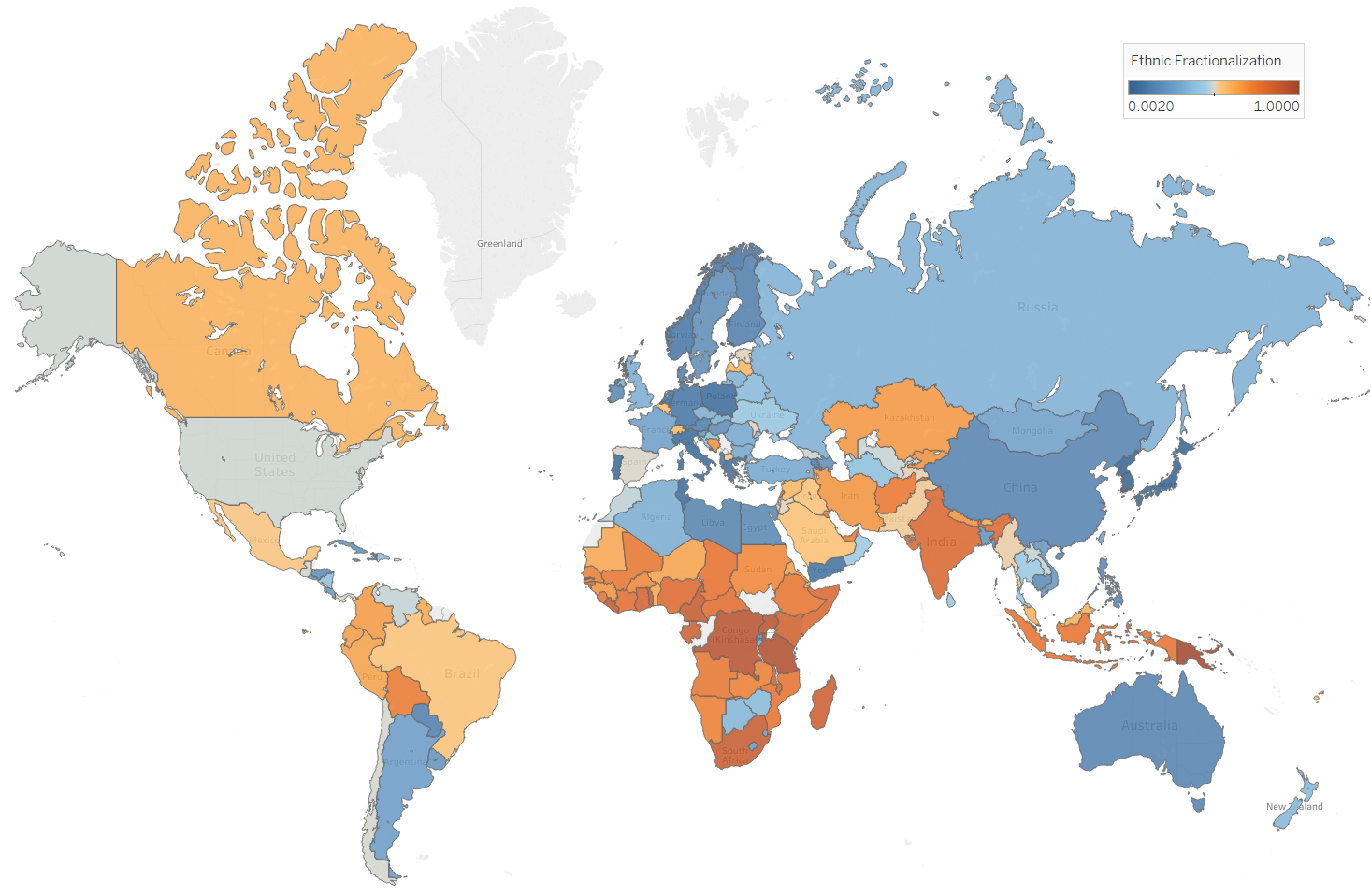
Landen gerangschikt op etnische en culturele diversiteit, blauw is lager en oranje is hoger. De meeste Europese landen (waaronder Nederland) scoren lager op diversiteit dan gemiddeld.

Culturele diversiteit is de verscheidenheid aan culturen binnen een samenleving, specifieke regio, groep, organisatie of in de wereld in zijn geheel. De mate van culturele diversiteit kan worden afgeleid van de mate van aanwezigheid van mensen met verschillende etnisch-culturele achtergronden.
Er is een wetenschappelijke consensus onder antropologen dat de mens ontstaan is in Afrika, zo'n twee miljoen jaar geleden. Sinds die tijd heeft de mens zich succesvol verspreid over de wereld, zich aanpassend aan verschillende omstandigheden, zoals het klimaat. De vele afzonderlijke samenlevingen die wereldwijd zijn ontstaan, verschilden sterk van elkaar en vele van deze verschillen zijn er nu nog steeds. Naast de opvallende culturele verschillen die er zijn, zoals taal, kledij en tradities, is er ook significante diversiteit in de wijzen waarop samenlevingen zichzelf organiseren, in hun gedeelde waarden en normen en in de wijzen waarop zij omgaan met hun omgeving.
Culturele diversiteit laat zich moeilijk meten, maar als een goede indicatie wordt gezien het aantal talen dat wordt gesproken in een bepaalde regio of in de wereld. Deze methode wijst erop dat er mogelijk een periode is van een wereldwijde afname aan culturele diversiteit. Onderzoek van David Crystal wees uit dat gemiddeld iedere twee weken er een taal niet meer wordt gebruikt. Hij berekende dat als deze trend van afsterven van talen door zou zetten, in 2100 meer dan 90% van de talen die tegenwoordig wordt gesproken uitgestorven zullen zijn. Overbevolking, immigratie en imperialisme zijn oorzaken die deze afname zouden kunnen verklaren.

## Afwegingen
Op 20 oktober 2005 werd tijdens een Algemene Conferentie van de UNESCO in Parijs het Verdrag betreffende de bescherming en de bevordering van de diversiteit van cultuuruitingen overeengekomen. Hierin wordt gesteld dat culturele diversiteit tot het gemeenschappelijk erfgoed van de mensheid behoort, bijdraagt aan de keuzevrijheid en van groot belang is voor een democratie. In 2001 was in de Universele Verklaring betreffende Culturele Diversiteit al vastgelegd:
Als bron van uitwisseling, vernieuwing en creativiteit is culturele diversiteit voor de mensheid even noodzakelijk als biodiversiteit voor de natuur.
De vrijheid om de eigen cultuur te behouden, volgt ook uit de Universele Verklaring van de Rechten van de Mens. Anderzijds kan het blijven vasthouden aan bepaalde tradities ook betekenen dat er wordt vastgehouden aan zaken die juist tegen die verklaring ingaan. Ook kan het betekenen dat groepen een achterstand behouden of verkrijgen doordat zij niet meegaan met de culturele veranderingen van andere groepen en daardoor een slechtere concurrentiepositie krijgen, wat armoede in de hand kan werken. Dat zou juist ingaan tegen de millenniumdoelstellingen van de Verenigde Naties.

## Confrontatie
De confrontatie met andere culturen kan een cultureel bewustzijn tot gevolg hebben waarbij ook de eigen cultuur met zijn waarden en normen duidelijker naar voren komen. Afhankelijk van de mate van geborgenheid binnen de eigen cultuur kan de hieruit volgende zelfreflectie zowel beangstigend zijn als juist hoopgevend.
Bij een grote geborgenheid binnen de eigen cultuur kan een andere cultuur een spanning opleveren doordat die duidelijk maakt dat mogelijk de eigen waarden, normen, gewoontes en rituelen niet juist zijn. Een mogelijke tactiek om deze bedreiging het hoofd te bieden kan zijn om die bedreiging te verwijderen, wat in de meest extreme gevallen gewelddadig kan zijn. Een andere mogelijkheid is sociale segregatie waarbij de ene cultuur zich (al dan niet gedwongen) afzondert van de andere.
Door iets te bestempelen als afwijkend gedrag kan ook met behulp van sociale druk conformisme worden nagestreefd waarbij er aanpassing optreedt bij de andere groep, de outgroup. Dit kan leiden tot integratie, waarbij de andere groep nog wel een deel van de eigen cultuur behoudt, of assimilatie, waarbij de andere groep zijn cultuur opgeeft.
De verschillen kunnen ook getrivialiseerd worden door te stellen dat ze nauwelijks aanwezig zijn of onbelangrijk. Ook kan de nadruk worden gelegd op wat juist de overeenkomsten zijn tussen de culturen.
Andersom kan culturele diversiteit ook als prettig worden ervaren. Dit kan een reactie zijn op als benauwend ervaren aspecten van de eigen cultuur. Het bewijs dat het ook anders kan, kan dan als bevrijdend worden ervaren. Nieuwsgierigheid en een fascinatie voor nieuwe dingen kan bijdragen aan het verwelkomen van een andere cultuur.

## Benadering
De beschrijving van andere culturen vindt veelal plaats vanuit het eigen conceptueel kader. In de perceptie van uit dat kader kan vervorming optreden waarna de andere cultuur zich niet meer herkent in de beschrijving. Ook kan een idee van superioriteit er toe bijdragen dat een andere cultuur wordt afgeschilderd als minderwaardig of barbaars. In veel oude beschrijvingen is dit laatste element terug te vinden.
Pogingen om te komen tot een objectievere beschrijving hebben geleid tot de ontwikkeling van methodes hiertoe in disciplines als antropologie, sociologie, politicologie en geschiedschrijving. Een van die methodes is de vergelijkende methode.

## Nederland
In Nederland neemt de culturele diversiteit toe, zoals kan worden vastgesteld op basis van het aantal gesproken talen. Verschillende migratiegolven hebben ervoor gezorgd dat in Nederland de afgelopen decennia een multiculturele samenleving is ontstaan. Het debat over de plaats van etnische minderheden binnen de Nederlandse multiculturele samenleving is steeds hoger op de politieke en publieke agenda komen te staan.